# Piotr Misztal
Piotr Wiktor Misztal (ur. 19 października 1965 w Łodzi) – polski przedsiębiorca i polityk, posiadający również obywatelstwo amerykańskie, poseł na Sejm V kadencji.

## Życiorys

### Wykształcenie i praca zawodowa
W 1986 ukończył Technikum Mechaniczne w Łodzi. Zajął się prowadzeniem własnej działalności gospodarczej. Został większościowym udziałowcem w spółce prawa handlowego Inter Cement, będącej producentem materiałów budowlanych, a także współwłaścicielem działającej w amerykańskim mieście Phoenix firmy „Econo-Applice”. W 2010 otworzył w Łodzi firmę deweloperską.

### Działalność polityczna
W wyborach parlamentarnych w 2005 uzyskał mandat poselski w okręgu łódzkim z listy Samoobrony RP. W marcu 2006 został usunięty z klubu parlamentarnego tego ugrupowania, a następnie wystąpił z partii. Od września do grudnia 2006 zasiadał w klubie parlamentarnym Ruch Ludowo-Narodowy, później do końca kadencji pozostał posłem niezrzeszonym. W Sejmie pracował w Komisji Infrastruktury.
W 2006 z ramienia RLN startował na urząd prezydenta Łodzi, uzyskał 4,04% poparcia (8952 głosy) i zajmując 4. miejsce. W przedterminowych wyborach parlamentarnych w 2007 nie ubiegał się o poselską reelekcję. Od 2006 do 2007 był doradcą prezydenta Łodzi Jerzego Kropiwnickiego ds. inwestycji zagranicznych. W 2014, startując z własnego komitetu, ponownie ubiegał się bez powodzenia o prezydenturę Łodzi (otrzymał 3,14% głosów i zajął 6. miejsce wśród dziewięciu kandydatów). W wyborach w 2015 kandydował z ramienia Samoobrony do Senatu w jednym z łódzkich okręgów, zajmując ostatnie, 4. miejsce. W 2018 z ramienia własnego komitetu ponownie był kandydatem na prezydenta Łodzi, zajmując 7. miejsce wśród dziewięciu kandydatów (uzyskał 0,47% głosów).

### Postępowania karne
W 1999 został skazany przez łódzki sąd za fałszerstwo dokumentów. W 2005 został również skazany za wprowadzenie do obrotu cementu bez niezbędnych dokumentów. W marcu 2006 wymierzono mu karę grzywny za uniemożliwienie przeprowadzenia kontroli w swojej firmie.
W październiku 2007 został zatrzymany na granicy niemiecko-szwajcarskiej w związku z przewożeniem przez granicę ponad 1 mln dolarów, zwolniono go na podstawie paszportu dyplomatycznego. W kwietniu 2009 po dobrowolnym poddaniu się karze został skazany na karę 2 lat pozbawienia wolności z warunkowym zawieszeniem jej wykonania i grzywnę.
W listopadzie 2009 został zatrzymany przez funkcjonariuszy Agencji Bezpieczeństwa Wewnętrznego, po czym prokurator przedstawił mu zarzuty popełnienia przestępstw skarbowych, w wyniku których Skarb Państwa miał stracić 920 tys. zł. Zastosowano wówczas wobec niego poręczenie majątkowe w wysokości 400 tys. zł. Akt oskarżenia w tej sprawie został w grudniu 2010 skierowany do Sądu Rejonowego Łódź-Widzew. W październiku 2011 sąd umorzył tę sprawę.

## Życie prywatne
W 2023 zawarł związek małżeński z Renatą.